# Синтетична теория за еволюцията
Синтетичната теория за еволюцията (СТЕ), или още позната като неодарвинизъм, или съвременна теория за еволюцията представлява съвкупност от идеи на различни биолози, които заедно образуват обединената теория за еволюцията в нейния съвременен вид.
Съгласно съвременната теория за еволюцията, синтезирана първоначално през 30-те и 40-те години на 20 век, генетичната изменчивост в популациите се дължи на случайни фактори, посредством мутация (знае се, че понякога мутациите се дължат на грешки в репликацията на ДНК) и рекомбинацията на гените (кръстосване на хомоложните хромозоми по време на мейоза). Еволюцията се състои преди всичко в промени на алелната честота в едно поколение спрямо друго в резултат на генетичния дрейф, миграцията на гените и естествения отбор. Видообразуването настъпва постепенно, когато популациите са репродуктивно изолирани, например при наличие на географски прегради.
СТЕ се приема от огромната част от съвременните биолози. Синтезът е резултат на около десетгодишна работа (от 1936 до 1947) и е тясно свързан с развитието на дисциплината популационна генетика в периода 1918-1932 г. Популационната генетика обединява в едно теорията за естествения отбор и менделовата генетика.
СТЕ е термин, създаден от Джулиан Хъксли, с който той обобщава през 1942 г. идеите на книгата си "Еволюция: Съвременният синтез". Въпреки че СТЕ представлява основата на съвременното разбиране за еволюцията, той е свързан с историческо събитие, случило се през 30-те и 40-те години на 20 век. Сред най-важните личности, взели участие в развитието на СТЕ, са Р. А. Фишер, Теодосиус Добжански, Джон Холдейн, Сюъл Райт, Джулиан Хъксли, Ернст Майр, Бернхард Ренш, Сергей Четвериков, Джордж Гейлорд Симпсън и Г. Лидиърд Стебинс.
СТЕ дава разрешение на трудности и смущения, породени от тясната специализация и лошата комуникация между биолозите в ранните години на двадесети век. Съгласуването на откритията на пионерите в генетиката с постепенната еволюция и механизмите на естествения отбор е било трудно. Със СТЕ се постига съгласие между двете мисловни школи с предоставято на доказателства за решаващото значение на теренните изследвания на популациите за еволюционната биология. СТЕ черпи идеи от станалите впоследствие самостоятелни клонове на биологията дисциплини като генетика, цитология, систематика, ботаника, морфология, екология и палеонтология.

## История на развитието на синтетичната теория за еволюцията

### 1859-1899
С „Произход на видовете“ Дарвин успява да убеди повечето представители на научната общност във факта, че еволюцията се е случила. В много по-малка степен успява обаче да ги убеди в това, че именно естественият отбор е основният ѝ механизъм. През 19-и и началото на 20 век, различни версии на Ламаркизма („прогресивната“ еволюция) и салтационизма (еволюцията чрез „скокове“ или мутации) са обсъжданите алтернативи . Освен това, Дарвин не дава точно обяснение на това как се появяват нови видове. В израз на несъгласието по въпроса дали естествения отбор е сам по себе си достатъчен за обяснение на видообразуването, Джордж Романес използва термина „нео-Дарвинизъм“, за да обозначи версиите за еволюцията, подкрепяни от Алфред Ръсел Уолъс и Аугуст Вайзман, които силно зависят от естествения отбор . Вайзман и Уолъс отхвърлят идеята на Ламарк за унаследяването на придобитите белези, нещо, което Дарвин не изключва.
Идеята на Вайзман е, че връзката между наследствения материал, наричан от него „зародишна плазма“, и останалата част от тялото (сома), е еднопосочна: зародишната плазма формира тялото, но тялото не оказва влияние на зародишната плазма по никакъв начин, освен индиректно, чрез присъствието си в една популация, подложена на естествен отбор. Трудовете на Вайзман са преведени на английски и въпреки влиянието им, дълги години са необходими, преди цялостното им значение да бъде оценено. Едва по-късно, след завършването на СТЕ, терминът „нео-Дарвинизъм“ ще бъде свързан с основната си концепция за еволюцията като движена от естествения отбор, оказващ влияние върху изменчивостта вследствие от генната мутация и кръстосването на хромозомите.

### 1900-1915
Изследванията на Грегор Мендел са преоткрити от Хуго де Фриз и Карл Коренс през 1900. Новини за това достигат до Уилиам Бейтсън в Англия. Той докладва за това на заседание на Кралското Градинарско Общество през май 1900.  Става ясно, че приносът на всеки един от родителите по-скоро запазва своята цялост, отколкото се смесва с приноса на другия родител. Въпреки това, ранните последователи на идеите на Мендел считат наследствеността за несъвместима с естествения отбор и подкрепят вместо това салтационизма (големи мутации или скокове).  Биометричната школа, водена от Карл Пиърсън и Уолтър Уелдън, оспорват ожесточено салтационизма. Според тях емпиричните доказателства показват, че в повечето организми изменчивостта е непрекъсната, а не дискретна, както би трябвало да бъде според Мендел. Съвместимостта на Менделизма с еволюцията е по онова време неясна и подложена на горещи дебати, особено от Бейтсън, който застава срещу биометричните идеи на своя учител Уелдън. Дебатът между биометрици и поддръжниците на идеите на Мендел продължава около двадесет години.
Т. Х. Морган започва кариерата си като салтационист. Неговата първоначална цел е да се опита да демонстрира как мутациите са в състояние да доведат до появата на нов вид плодна муха. Експерименталната лабораторна работа с Drosophila melanogaster обаче демонстрира, че вместо скокообразно да доведе до нов вид, мутациите увеличават генетичната изменчивост в популацията. С това откритие се установява връзката между менделовата генетика и хромозомната теория за унаследяването. 

### Основаването на популационната генетика
Първите стъпки към (СТЕ) са свързани с развитието на популационната генетика. Р.А. Фишер, Джон Холдейн и Сюъл Райт дават решаващ принос за него. През 1918 г. Фишер публикува труд, озаглавен „Корелацията между роднини в основа на предположение за унаследяване според Мендел“ . В него той показва, че непрекъснатата изменчивост, измервана от биометриците, може да бъде резултат от действието на множество дискретни локуси. В този и следващите трудове, които се обобщават в публикуваната през 1930 г. книга Генетична теория за естествения отбор, Фишер съумява да покаже как менделовата генетика е съвместима с основните елементи на нео-Дарвинизма. През 20-те години на същия век, в серия от научни трудове на Дж. Б. С. Холдейн се прилага математически анализ в примери за естествен отбор от живата природа, като повлияната от промишлеността еволюция на брезовата нощна пеперуда. Холдейн доказва, че естественият отбор може да работи в живата природа с по-бърз темп, отколкото предполага Фишер.
Сюъл Райт съсредоточава работата си върху комбинирането на гени, които взаимодействат заедно, като съвкупност, както и върху ефекта от близкородственото кръстосване върху малки и сравнително изолирани популации, в които може да се прояви генетичен дрейф. В разработка от 1932 г. той въвежда понятието adaptive landscape, в което явления като кръстосване и генетичен дрейф в малки популации ги отдалечават от адаптивни пикове. Това на свой ред дава възможност естественият отбор да ги тласне към нови адаптивни пикове. Моделът на Райт отправя апел към полеви натуралисти като Теодосиус Добжански и Ернст Майр, които вече осъзнават значението на географската изолация в живите природни популации. Разработките на Фишер, Холдейн и Райт водят до оснававане на дисциплината популационна генетика. Тя е предшественик на съвременния синтез в еволюционната теория, който представлява едно още по-голямо обединение на идеи.

## Съвременната синтетична теория за еволюцията
Теодосиус Добжански, руски емигрант и post-doc изследовател на плодовата муха в лабораторията на Т. Х. Морган, е един от първите, които прилагат генетиката в природните популации. Той работи основно с Drosophila pseudoobscura. Думите му са многозначителни: „Русия има разнообразие от климатични условия, от арктичен до суб-тропичен климат.... Единствено лабораторните работници, които нито притежават, нито желаят да притежават знания за живите същества в природата, са били и продължават да бъдат малцинство“. Не е учудващо, че по това време има и други руски генетици с подобни идеи, но техните разработки са били слабо познати на Запад. Трудът на Добжански от 1937 Генетика и произход на видовете е ключова стъпка в хвърлянето на мост над пропастта между популационните генетици и полевите натуралисти. Той представя в леснодостъпна форма изводите, до които достигат Фишер, Холдейн и особено Райт в техните сложни математически трудове. Добжански подчертава, че реалните природни популации се характеризират с далеч по-голяма изменчивост, отколкото първите популационни генетици допускат в моделите си, и че генетически различните суб-популации са важни. Добжански привежда доказателства в подкрепа на тезата, че естествения отбор способства както за поддържане на генетичното разнообразие, така и за насочването на измененията. Добжански е бил повлиян в това отношение през 20-те години на века от труда на руския генетик Сергей Четвериков, който разглежда ролята на рецесивните гени в поддържането на резервоар от генетична изменчивост в една популация. Трудовете на Четвериков обаче биват прекратени от възхода на лисенковизма в СССР.
Ернст Майр дава ключов принос в СТЕ със своята Систематика и произход на видовете, публикувана през 1942 г., Майр подчертава важността на алопатричното видообразуване, при което географски изолирани суб-популации се отклоняват в такава степен от основната, че настъпва репродуктивна изолация. Той е скептичен по отношение на наличието на симпатрично видообразуване и вярва, че географската изолация е предпоставка за изграждане на свойствен (репродуктивен) изолационен механизъм. Майр въвежда и понятието биологичен вид, с което дефинира вида като група от кръстосващи се или имащи потенциалната възможност за кръстосване популации, които са репродуктивно изолирани от всички останали популации. Преди да напусне Германия и да отиде в САЩ през 1930, Майр бива повлиян от разработките на немския биолог Бернхард Ренш. През 20-те години на века Ренш, също след теренни проучвания в Индонезия както Майр, анализира географското разпространение на политипични видове и съвкупности от близкородствени видове, като отделя специално внимание на това как генетичните изменения в различните популации се съотнасят с факторите на околната среда (като например климатичните различия). През 1947 г. Ренш пише книга, която бива преведена на английски и излиза под заглавие Еволюцията на надвидово ниво. В нея се разглежда въпросът как едни и същи еволюционни механизми, участващи във видообразуването, могат да бъдат използвани и за обясняване на същността на различията на по-високо таксономично ниво. Неговите разработки допринасят за бързото приемане на СТЕ в Германия.
Джордж Гейлорд Симпсън показва, че СТЕ е съвместима с палеонтологията. Той излага идеите си в книгата Tempo and Mode in Evolution, публикувана през 1944. Трудът на Симпсън има решаващо значение, понеже мнозина палеонтолози са били несъгласни (някои от тях категорично) с идеята, че естественият отбор е основният еволюционен механизъм. Той показва, че линейната тенденция за изменение (например при еволюцията на коня), които първите палеонтолози използват като подкрепа на нео-Ламаркизма и ортогенезиса, след внимателни изследвания не се потвърждава. Тъкмо напротив, фосилните данни се оказват съвместими с неравномерния, разклоняващ се и безпосочен характер, предвиждан от СТЕ.
Ботаникът Г. Лидиърд Стебинс дава друг важен принос в СТЕ. Основният му труд, Изменчивост и еволюция при растенията, е публикуван през 1950 г. Той разширява рамката на СТЕ и включва ботаниката, заедно с важните последствия от хибридизацията и полиплоидността при някои видове растения.

## Последващо развитие
Съвременната теория за еволюцията в нейния синтезиран вид продължава развитието си и бива усъвършенствана и в днешно време. Трудовете на В. Д. Хамилтон, Джорджо Ц. Уилиямс, Джон Майнард Смит и други води до развитието през 60-те години на 20 век на генноцентричния възглед за еволюцията. СТЕ в днешната ѝ форма разширява обхвата на идеята на Дарвин за естествения отбор и включва откритията, направени впоследствие и свързаните с тях нови термини, непознати на Дарвин, като ДНК и генетика, които дават възможност за обстоен, често пъти математически анализ, на явления като роднински отбор, алтруизъм и видообразуване.